# Hugo von Obernitz

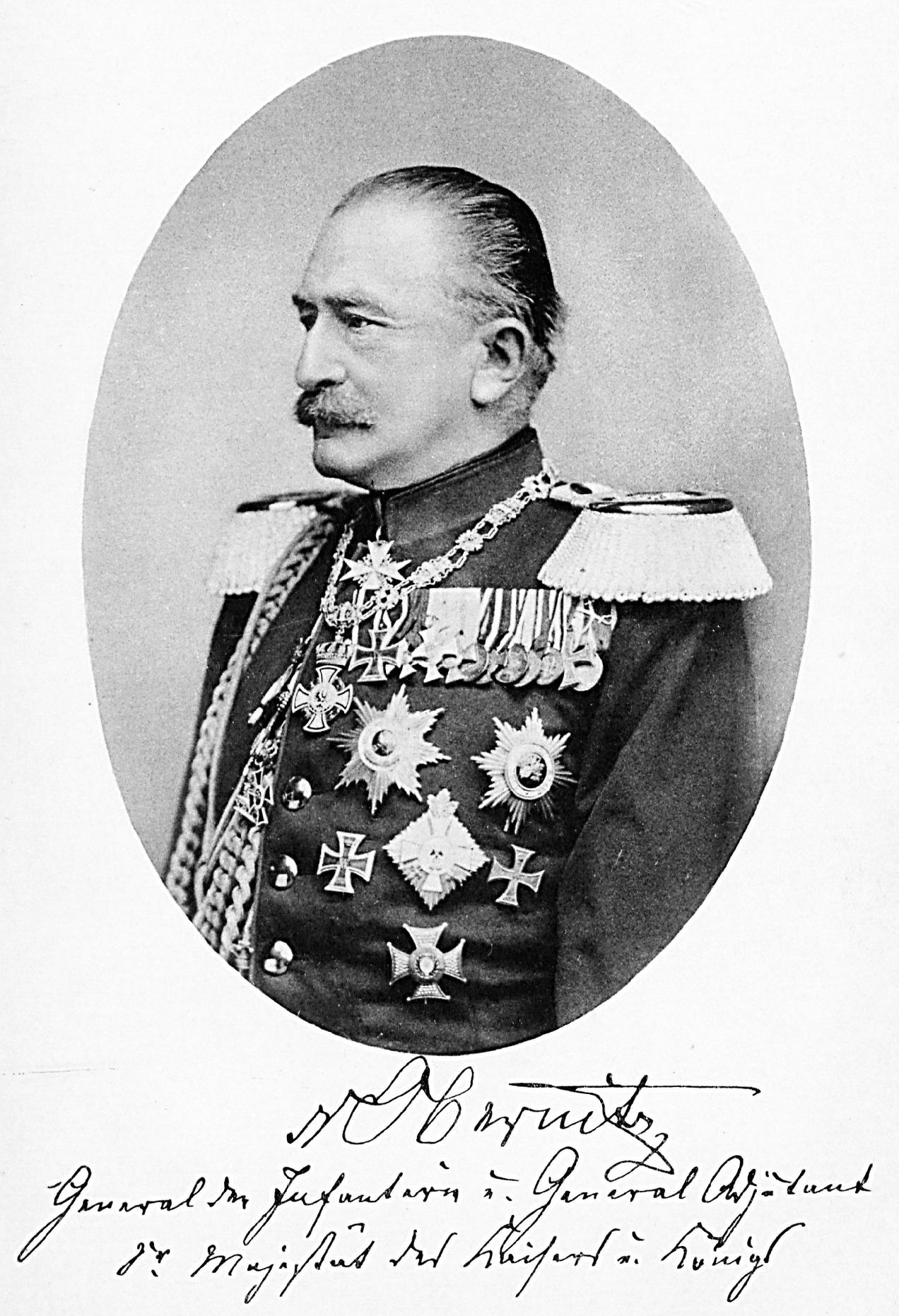
Hugo von Obernitz

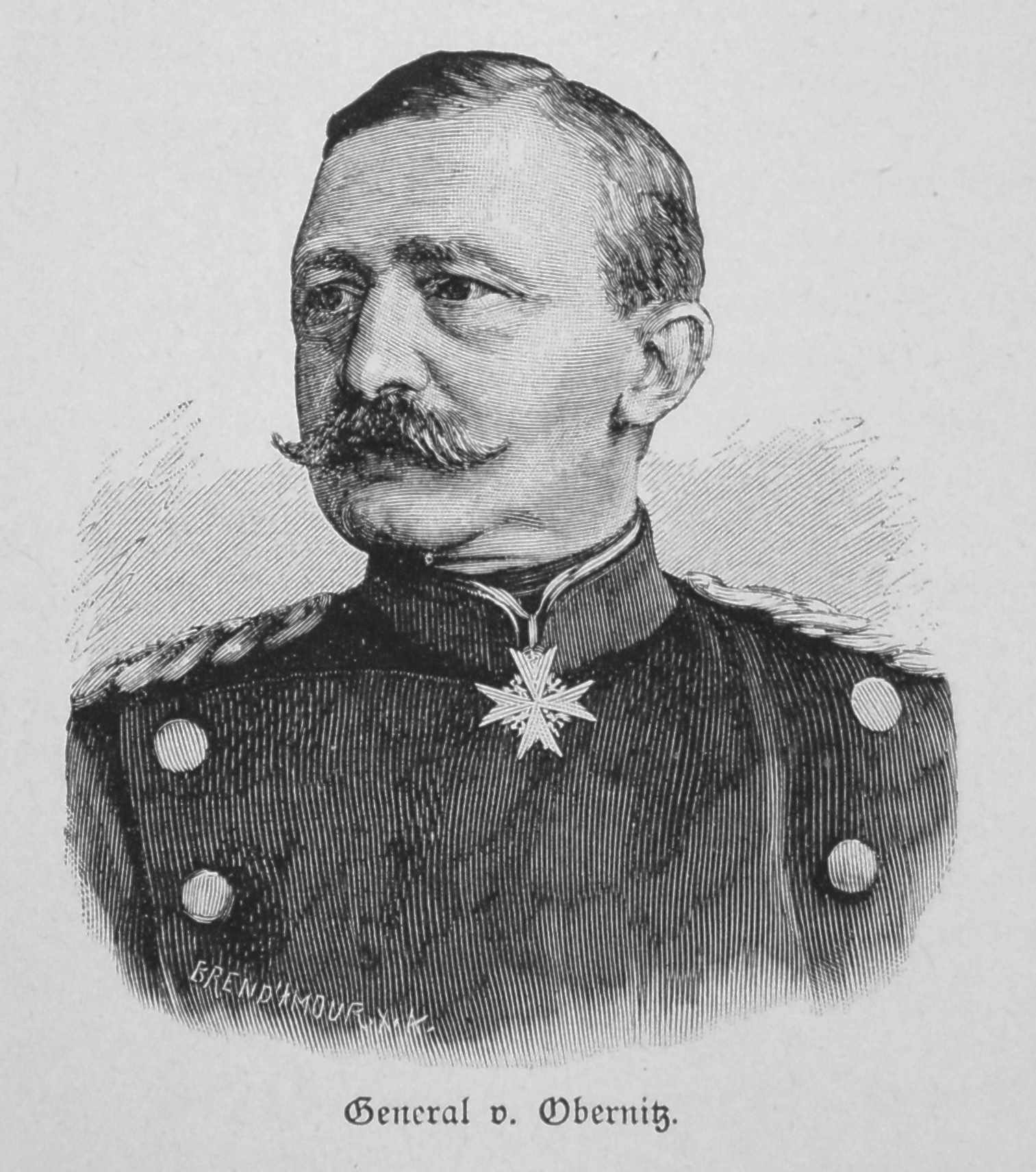
Hugo Moritz Freiherr von Obernitz

Hugo Moritz Anton Heinrich Freiherr von Obernitz (* 16. April 1819 in Bischofswerder; † 18. September 1901 in Honnef) war ein preußischer General der Infanterie sowie Generaladjutant Kaiser Wilhelms I.

## Leben
Hugo war der Sohn der preußischen Majors a. D. Friedrich Karl Moritz von Obernitz (1786–1844) und dessen Ehefrau Wilhelmine, geborene Oesterreich (1879–1832).
Nach dem Besuch des Kulmer und Berliner Kadettenhauses, trat Obernitz am 18. August 1836 als Sekondeleutnant in das 4. Infanterie-Regiment der Preußischen Armee ein. Bis 1852 avancierte er zum Hauptmann, wurde 1856 Major und war seit Juni 1861 Oberstleutnant sowie ab Frühjahr 1863 Kommandeur des Garde-Füsilier-Regiments. Am 6. Juni 1865 zum Mitglied der Studienkommission der Kriegsakademie in Berlin ernannt. Im Deutschen Krieg führte er die 1. Garde-Infanterie-Brigade im Verband der II. Armee bei Soor und Königinhof gegen die Österreicher. In der Entscheidungsschlacht bei Königgrätz am 3. Juli eroberten seine Truppen 40 Kanonen und das Dorf Chlum. Dafür wurde Obernitz am 17. September 1866 mit dem Orden Pour le Mérite ausgezeichnet sowie am 29. September 1866 zum Generalmajor befördert. Von 1868 bis 1871 war er Inspekteur der Jäger und Schützen.
Er war als Kommandeur der Württembergischen Feld-Division im Deutsch-Französischen Krieg 1870/71 in den Schlachten bei Wörth und im Verband des II. Armee-Korps unter General von Eduard von Fransecky bei der Belagerung von Paris sehr erfolgreich. Obernitz erhielt für diese Verdienste eine Dotation in Höhe von 100.000 Talern.
Am 22. Oktober 1871 wurde er Kommandeur der 14. Division in Düsseldorf. Am 11. Juni 1879 erfolgte seine Ernennung zum Kommandierenden General des XIV. Armee-Korps in Karlsruhe, welches er bis zu seiner Verabschiedung im August 1888 innehatte. Zwischenzeitlich wurde Obernitz am 11. Juni 1879 zum General der Infanterie befördert und am 22. März 1884 zum Chef des Grenadier-Regiments „König Friedrich der Große“ (3. Ostpreußisches) Nr. 4 ernannt. Am 18. August 1886 feierte er sein fünfzigjähriges Dienstjubiläum.

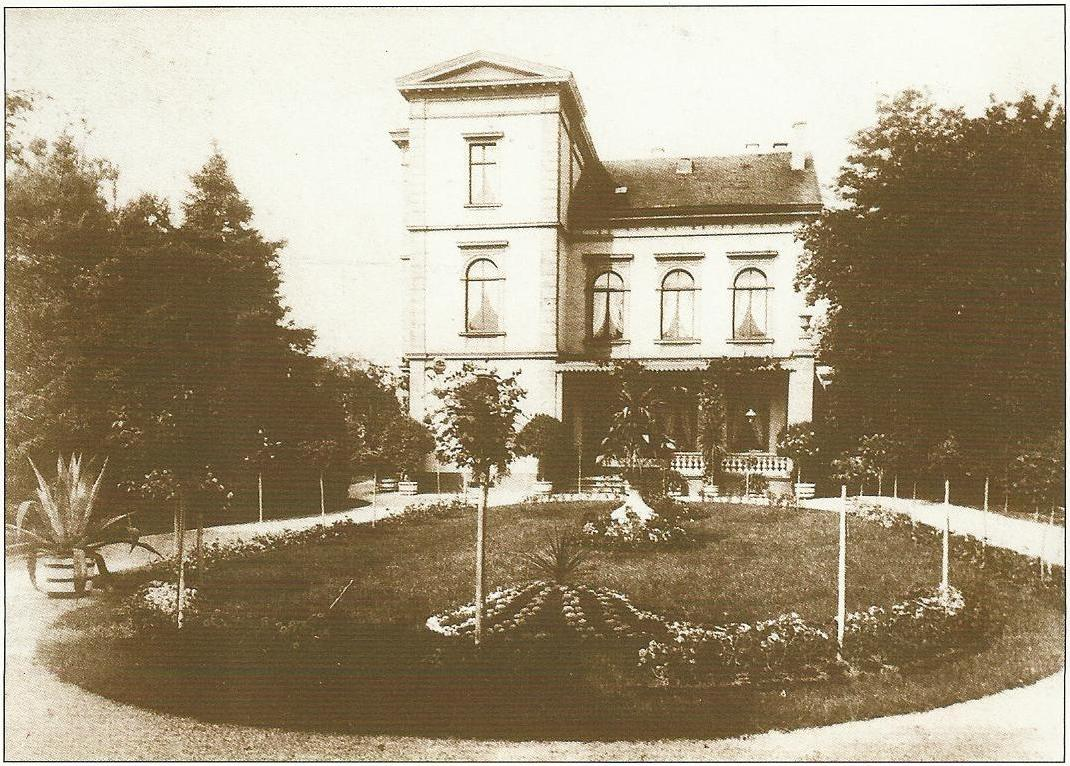
Villa Modersohn um 1910

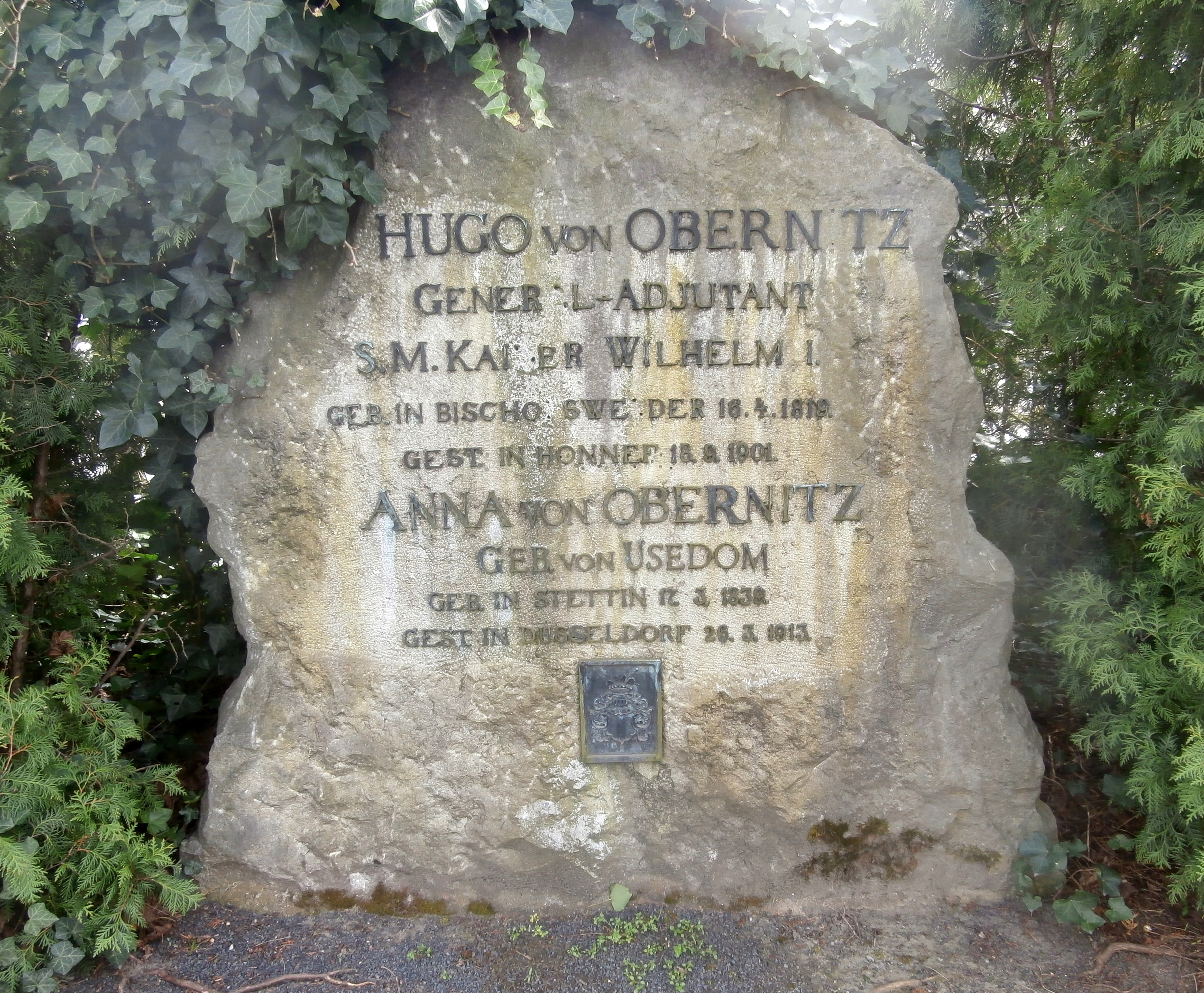
Grabstein von Hugo von Obernitz

Nach seiner Verabschiedung 1888 kaufte er mit seiner Ehefrau Anna, geborene von Usedom (1839–1913) die von 1849 bis 1851 von einem Herrn Vißer errichtete Villa in Bad Honnef, die heute unter dem Namen „Villa Modersohn“ auf dem Gelände der Rheinklinik steht. Auf dem Alten Friedhof von Bad Honnef ist heute noch der Grabstein von Hugo von Obernitz zu sehen, von dem 1988 der bronzene preußische Adler gestohlen wurde. Er hatte mit seiner Frau mehrere Kinder, darunter:
- Friedrich Wilhelm Viktor Moritz Ferdinand (1860–1909), preußischer Regierungsrat ⚭ 26. Mai 1891 (Scheidung 5. März 1904) Maria von Niesewand (* 1870)[1]
- Arthur Rudolf Eduard (* 1873) preußischer Major ⚭ 27. April 1898 Hedwig Günther (* 1876)

## Auszeichnungen
- 1868: Großkreuz des württembergischen Friedrichs-Ordens
- 28. Dezember 1870: Großkreuz des württembergischen Militärverdienstordens
- 1871: Ehrenbürger von Stuttgart